# 吳之奇
吳之奇（？—17世紀），字元夫，號象六，福建漳州府龍巖縣籍晋江县人，明朝、南明政治人物。

## 生平
吳之奇是崇禎六年（1633年）癸酉科順天府鄉試第五十名舉人，十年（1637年）成進士，獲授青浦知縣，再調任江都。他不易投合他人，在江都以清明自矢，因此被彈劾歸鄉；家居時取與不隨便，操守為人所不能及。隆武年間他得起用為戶部陝西司郎中，但後事不詳。

## 家族
曾祖吴器，祖吴顺忠，父吴一相。

## 引用
1. 1 2  錢海岳《南明史·卷四十三·列傳第十九》：（隆武）時戶部司官：……吳之奇，字元夫，龍巖人。崇禎十年進士。授青浦知縣，調江都，忤上官歸。起陝西司郎中。
2. ↑  光緒《龍巖州志·卷十一·選舉志》：崇禎六年癸酉（舉人） 陸希詔榜 ……吳之奇 龍巖人，順天中式，丁丑進士。
3. ↑  《崇祯十年丁丑科进士三代履历》：吴之奇，曾祖噐，祖顺忠，父一相。象六，易二房，丙午十一月十六日生，龙岩县籍，晋江县人，癸酉五十名，会九十九名，二甲三十二名，刑部观政，本年授南直江都知县，戊寅降调，己卯補瑞州府炤磨，庚辰考察。
4. ↑  光緒《龍巖州志·卷十二·人物志上》：吳之奇，字元夫，龍巖人，崇禎丁丑進士。性落落寡合，為江都令清操自勵，以不能逢迎被劾，歸里家居，取與不苟，其持守為不可及云。 補